# Lake Beattie
Der Lake Beattie ist ein See in der Region Southland auf der Südinsel von Neuseeland.

## Geographie
Der Lake Beattie befindet sich im Fiordland National Park, nahe zur Küste der Tasmansee, die rund 3,5 km westlich zu finden ist. Rund 5,8 km südlich liegt der Te Puaitaha / Breaksea Sound. Der rund 1,68 km² große See befindet sich auf einer Höhe von 33 m und erstreckt sich über rund 2,5 km in Ost-West-Richtung. An seiner breitesten Stelle misst der See eine Breite von rund 1,13 km in Nord-Süd-Richtung.
Gespeist wird der Lake Beattie durch den von Norden kommenden Coal River, der zuvor bereits die Seen Lake Paradise und Lake Swan versorgt hat. Der Coal River entwässert auch den Lake Beattie, dessen Abfluss sich an seinem nach Süden ausgerichteten Ende befindet und seine Wässer nach rund 6 Flusskilometer in eine Bucht der Tasmansee fließen.